# Toxoproctis hemixanthoides
Toxoproctis hemixanthoides är en fjärilsart som beskrevs av Holloway 1999. Toxoproctis hemixanthoides ingår i släktet Toxoproctis och familjen tofsspinnare. Inga underarter finns listade i Catalogue of Life.